# Янув (гміна Млодзешин)
Янув (пол. Janów) — село в Польщі, у гміні Млодзешин Сохачевського повіту Мазовецького воєводства.
Населення — 572 особи (2011).
У 1975-1998 роках село належало до Скерневицького воєводства.

## Демографія
Демографічна структура станом на 31 березня 2011 року:
|          | Загалом | Допрацездатний вік | Працездатний вік | Постпрацездатний вік |
| -------- | ------- | ------------------ | ---------------- | -------------------- |
| Чоловіки | 314     | 79                 | 206              | 29                   |
| Жінки    | 258     | 53                 | 168              | 37                   |
| Разом    | 572     | 132                | 374              | 66                   |